# Control Myself
"Control Myself" je pjesma američkog repera LL Cool J-a. Objavljena je kao drugi singl s njegovog 11. studijskog albuma Todd Smith. Na pjesmi gostuje američka pjevačica Jennifer Lopez. Pjesma samplira pjesme "Looking for the Perfect Beat" i "Planet Rock" od Afrika Bambaataa i Soulsonic Forcea. Pjesma je popraćena kontroverzama oko spota.
Singl je bio oveći hit na top listama singlova. U SAD-u, Kanadi, Ujedinjenom Kraljevstvu i Irskoj je dospio u top 5, a u većini drugih zemalja u top 10 na top listama. "Control Myself" je Lopezin prvi top 5 hit u SAD-u nakon više od 3 godine. Spot za pjesmu snimljen je početkom veljače 2006. godine u New Yorku pod redateljskom palicom Hypea Williamsa.

## Kontroverze
Ženi LL Cool J-a koncept spota se nije sviđao. Scene u kojima se Lopez i LL Cool J nalaze pod tušem su izbačene. Neke od scena iz originalne verzije videa nisu se sviđale ni LL Cool J-u ni njegovoj ženi. Originalna verzija videa koja ukljućuje ove scena procurila je na internet tijekom kolovoza 2009. godine.

## Popis pjesama
Europski CD singl
1. "Control Myself" – 3:56
2. "Control Myself" (Jason Nevins Funktek Edit) – 4:02

Europski maxi CD singl
1. "Control Myself" – 3:56
2. "Control Myself" (Jason Nevins Funktek Edit) – 4:02
3. "Control Myself" (Instrumental) – 3:54
4. "Control Myself" (Video) – 3:58

Europski promotivni maxi CD singl
1. "Control Myself" (Radio) – 3:54
2. "Control Myself" (Instrumental) – 3:54

Američki promotivni maxi CD singl
1. "Control Myself" (Nevins Electrotek Edit) – 4:05
2. "Control Myself" (Joe Bermudez Radio Edit) – 3:51
3. "Control Myself" (Nevins Electrotek Club Mix) – 8:55
4. "Control Myself" (Joe Bermudez Tantric Experience) – 8:18

Europski 12-inčni promotivni singl
- Strana A

1. "Control Myself" (Radio) – 3:54
2. "Control Myself" (Instrumental) – 3:54

- Strana B

1. "What You Want" (Radio) – 4:48
2. "What You Want" (Instrumental) – 3:24

## Videospot
Spot za pjesmu "Control Myself" snimljen je pod redateljskom palicom Hypea Williamsa dana 2. siječnja 2006. godine u New Yorku. Premijera videa bila je 13. veljače 2006. u SAD-u te šest dana kasnije, 19. veljače 2006. u Europi. Video je dospio do broja dva u MTV-jevoj emisiji Total Request Live, do broja tri BET-ovoj emisiji 106 & Park te do broja 18 u emisiji VSpot Top 20 Countdown televizijske postaje VH1.
Na početku videa, nakon što su prikazani Lopez i LL Cool J, na ekranu su pjeva istaknute riječi JLo, JD, Todd Smith i Hype. U videu se u nekim scenama pojavljuje mnoštvo plesačica. LL Cool J u videu nosi crvenu kapu i crvenu majicu, dok Lopez nosi crnu i bijelu haljinu i mnogo nakita.

## Uspjeh na top listama
Pjesma je debitirala na broju 15 u Ujedinjenom Kraljevstvu, a nakon što je objavljena u obliku digitalnog downloada dospjela je do broja 2, postavši jedan od najuspješnijih LL Cool J-evih singlova. Pjesma je tijekom veljače 2006. godine tri tjedan provela na američkoj top listi singlova i dospjela je do broja 89. Nakon što je u travnju objavljena kao digitalni download vratila se na američku top listu singlova na broju 4, čime je pjesma postavila novi rekord. Taj je rekord do tada držala pjesma "Hard Knock Life (Ghetto Anthem)"  od Jay Z-ja, koja se u ožujku 1999. godine vratila na top listu na broju 20.

## Top liste
| Top liste (2006.)                                         | Najviša pozicija |
| --------------------------------------------------------- | ---------------- |
| Australija                                                | 17               |
| Austrija                                                  | 70               |
| Belgija (Flandrija)                                       | 14               |
| Belgija (Valonija)                                        | 41               |
| Europa                                                    | 7                |
| Finska                                                    | 11               |
| Irska                                                     | 5                |
| Nizozemska                                                | 13               |
| Novi Zeland                                               | 7                |
| Njemačka                                                  | 25               |
| Rusija                                                    | 59               |
| SAD Billboard Hot 100                                     | 4                |
| SAD Hot Dance Club Play - Jason Nevins/Joe Bermudez remix | 14               |
| SAD Digital Songs                                         | 2                |
| Ujedinjeno Kraljevstvo                                    | 2                |